# ...A svemir miruje
…A svemir miruje je sedmi album bosanskohercegovačkog pjevača Željka Bebeka. Album sadrži 11 pjesama od kojih su hitovi naslovna skladba, Il' me ženi, il' tamburu kupi, Šta je meni ovo trebalo i Idu dani. Izašao je 1992. godine u izdanju Croatia Recordsa.

## O albumu
Album je sniman u ožujku i travnju 1992. godine u Zagrebu jer se tamo doselio iz Sarajeva početkom ratova na tlu SFRJ.
Na ovom albumu surađivao je s Đorđem Novkovićem, Arsenom Dedićem, Zrinkom Tutićem, Alkom Vuicom, Gibonnijem itd.
Ovo je Bebekov prvi album objavljen na CD-u i posljednji album objavljen na vinilu.
Album je pratio i spot za pjesmu Il' me ženi, il' tamburu kupi.

## Sastav
- Ksenija Erker, Maja Blagdan - prateći vokali
- Nikša Bratoš - klavijature, programiranje i produkcija